# Campeonato Gaúcho de Futebol de 2008 - Final
A final do Campeonato Gaúcho de Futebol de 2008 foi decidida por Internacional e Juventude, em duas partidas de ida e volta. sendo a primeira partida será na Estádio Alfredo Jaconi e a segunda partida sendo no Estádio do Beira-Rio.

## Campanhas

### Internacional
o Internacional goleou o Juventude por 8 a 1 e levou mais um Campeonato Gaúcho de 2008.

### Juventude
O Juventude tomou uma goleada por 8 a 1 do Internacional e termina com o vice-campeonato gaúcho.

## Finais

### Primeiro jogo
| 27 de abril | Juventude    | 1 – 0  | Internacional | Alfredo Jaconi, Caxias do Sul                                    |
| 16:00       | Maycon 90+3' | Súmula |               | Público: 13 385 Renda: R$ 227.800,00 Árbitro: RS Leonardo Gaciba |

### Segundo jogo
| 4 de maio | Internacional                                                                                      | 8 – 1  | Juventude        | Beira-Rio, Porto Alegre                                               |
| 16:00     | Danny Morais 25' · Fernandão 29', 31', 49' · Alex 37' · Nilmar 53' · Índio 77' · Clemer 90' (pen.) | Sumula | Índio 56' (g.c.) | Público: 42 866 Renda: R$ 526.650,00 Árbitro: RS Carlos Eugênio Simon |